# Rashmika Mandanna
Rashmika Mandanna (* 5. dubna 1996) je indická filmová herečka a modelka, vystupuje převážně ve filmové tvorbě v telužštině a kannadštině.    Rashmika je jednou z nejpopulárnějších a nejlépe placených hereček indického kinematografického průmyslu, jako jedna z mála hereček v krátké době vydělala 1 miliardu rupií.   
Rashmika se začala věnovat modelingu v roce 2012 a v témže roce získala titul Clean & Clear Fresh Face of India a stala se tváří značky. Získala titul modelky Lamode Bangalore 2013. Její fotografie ze soutěže zapůsobily na tvůrce filmu Kirik Party, který ji poté na začátku roku 2014 obsadil do hlavní ženské role filmu.